# Gebergte (aardrijkskunde)

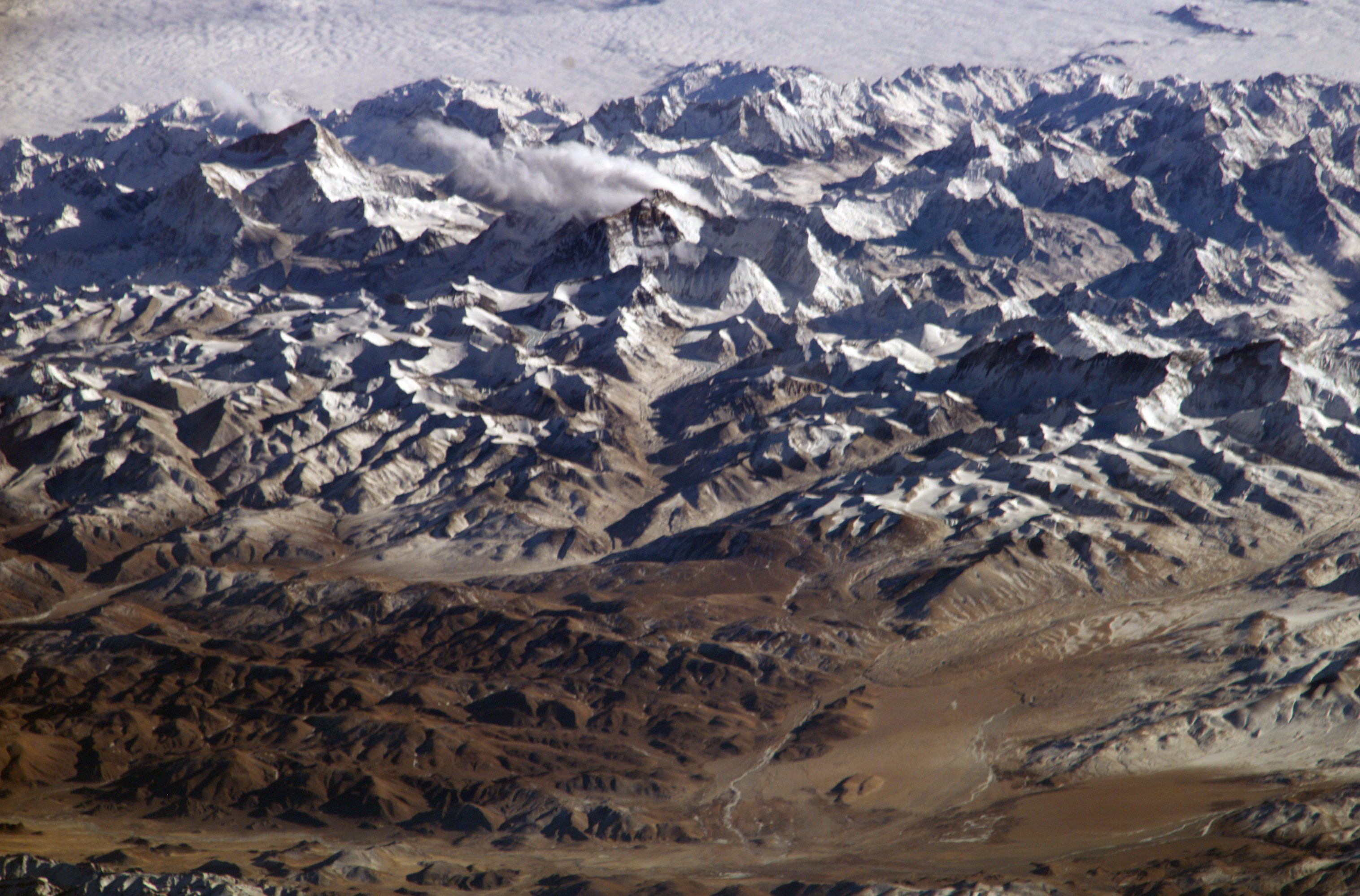
Het hoogste deel van de Himalaya gezien vanuit het International Space Station, naar het zuiden gekeken met het Tibetaans Plateau op de voorgrond. De toppen van Makalu (8462 m, links), Mount Everest (8848 m, in het midden), Lhotse (8516 m, midden) en Cho Oyu (8201 m, rechts) zijn uit de ruimte van bovenaf zichtbaar. De Himalaya is zo hoog dat zelfs vanuit een vliegtuig alleen een zijaanzicht te zien is.

Een gebergte is een gebied waar het aardoppervlak een grote hoogte en een hoog reliëf heeft. Gebergten bestaan uit bergen en dalen, waartussen het hoogteverschil relatief groot is en de hellingen steil. De grote hoogteverschillen zorgen voor een lokaal afwijkend klimaat, neerslag, drainage, bodem, vegetatie en ecologie. De temperatuur in gebergten neemt met elke 100 meter in hoogte ongeveer een halve graad af. Aan de loefzijde van een gebergte stijgt vochtige lucht op, wat stuwingsneerslag veroorzaakt. De hoogteverschillen zorgen voor een zonering van de vegetatie en het dierenleven, die lijkt op de zonering met de breedtegraad.
De continenten kunnen in twee soorten gebieden worden verdeeld: actieve gebergtegordels en inactieve gebieden die uit oud, stabiel gesteente bestaan. Gebergtegordels komen ook voor op de bodem van de oceanen, met name mid-oceanische ruggen. De hoogste bergen in de wereld bevinden zich in de Himalaya. De Alpen is een bekend gebergte in Europa.

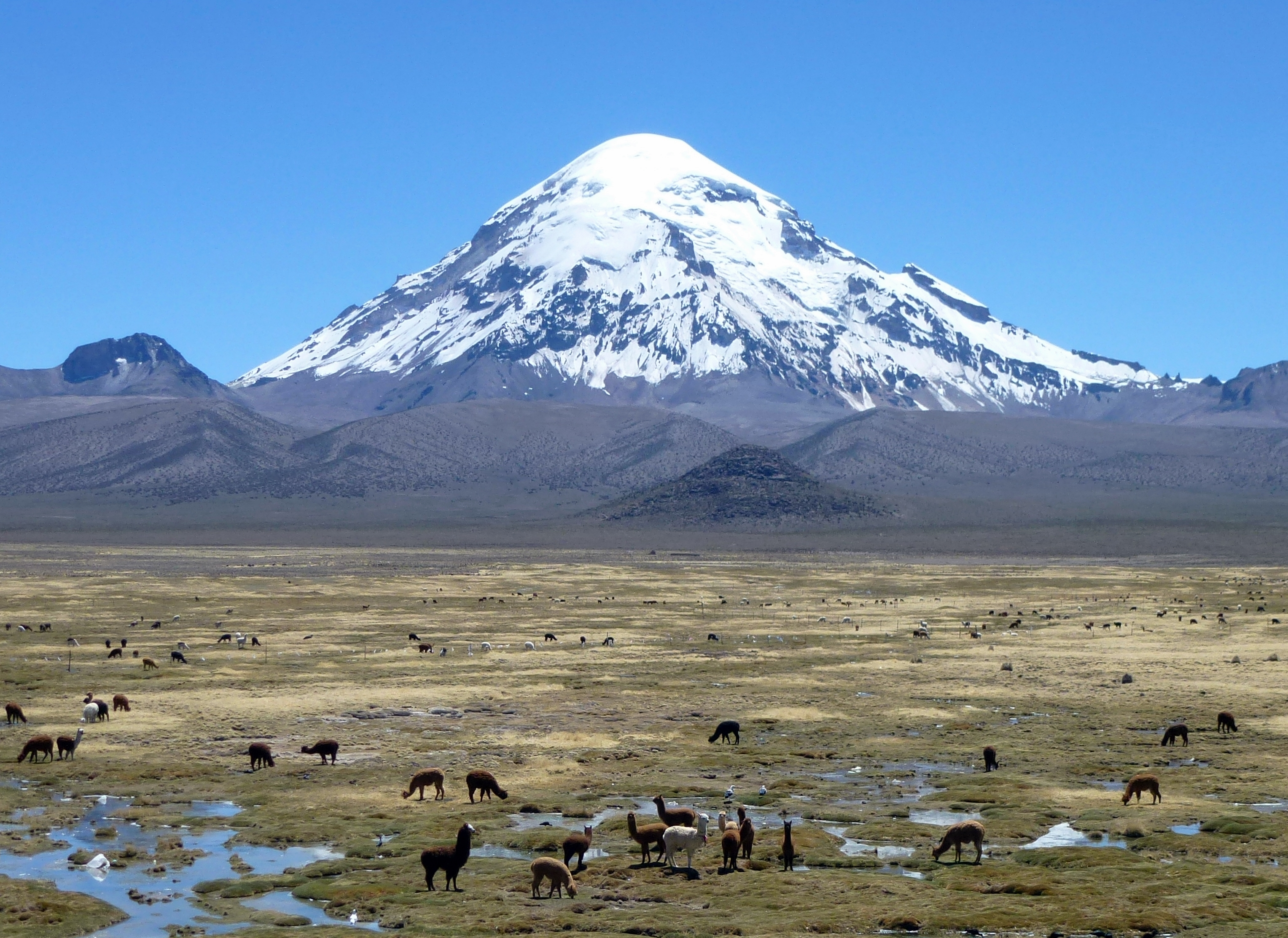
Nevado Sajama is de hoogste berg in Bolivia. Het is een uitgedoofde stratovulkaan die dankzij de grote hoogte (6542 m) relatief los staat van andere bergen. De Nevado Sajama is onderdeel van het Andesgebergte.

## Geografische beschrijving
Bergen steken boven het omliggende landschap uit. Vaak hebben ze steile hellingen met een duidelijke top. In andere gevallen is er geen duidelijke top maar een lange bergkam. Als een rij toppen een aan elkaar vast zit wordt het een bergketen genoemd. Sommige bergen en bergketens liggen dicht bij elkaar, andere staan alleen of worden duidelijk van elkaar gescheiden door valleien of dalen. Een groep aan elkaar zittende bergen of bergketens wordt een bergmassief genoemd.

### Hoogte, prominentie en dominantie
De hoogte van een berg is de verticale afstand tot het zeeniveau. Op verschillende hoogtes op de flank van een berg komen andere natuurlijke omstandigheden voor. Het lokale klimaat en de planten- en dierenwereld veranderen als je over de helling van een hoge berg omhoog klimt: van loofbos tot grasland tot rotsen, ijs en sneeuw. Over het algemeen worden de omstandigheden hoger onherbergzamer. Niet alleen is het hoger op een berg kouder, de lucht wordt ijler en de zuurstof in de lucht wordt schaarser. Hoger op een berg zijn inspanningen vermoeiender en raak je sneller buiten adem.
De hoogste bergen zijn allemaal onderdeel van gebergten. Het hoogste gebergte op Aarde is de Himalaya, in het zuiden van Azië. De 25 hoogste bergtoppen ter wereld liggen alle in de Himalaya en de nauw erop aansluitende Karakoram. De hoogste top in de Himalaya is Mount Everest, 8848 meter boven zeeniveau. Er zijn op de wereld 13 andere zogenaamde achtduizenders, bergtoppen hoger dan acht kilometer. Alle achtduizenders liggen in de Himalaya en aangrenzende gebergten. De hoogste berg buiten Azië is de Aconcagua in Zuid-Amerika (6961 m). Als van voet tot top gemeten wordt, is de hoogste berg ter wereld echter Mauna Kea in Hawaï. De voet van deze vulkaan ligt namelijk 5123 meter onder water, zodat de totale hoogte van voet tot top 9330 meter is, meer dan de hoogte van Mount Everest. De hoogte van voet tot top van een berg wordt de prominentie genoemd. Als voet van een berg geldt het laagste punt tussen de berg en de dichtstbijzijnde hogere berg. Als ook het deel van de bergvoet onder water wordt meegerekend spreekt men van de "natte prominentie", in tegenstelling tot de "droge prominentie", die alleen het deel van de berghelling dat boven water ligt meeneemt. In hoeverre een berg vastzit aan andere bergen wordt gemeten met de dominantie van de berg. Dat is de korste afstand tot een hoger punt in de omgeving.
Het langste gebergte ter wereld is de Andes. De Andes strekt zich ongeveer 7000 km uit, over de totale lengte van Zuid-Amerika. De meeste gebergten hebben een kleinere schaal: ze doorlopen een of meerdere landen. In de grootste landen ter wereld, zoals Rusland, China of Canada, liggen meerdere gebergten. Gebergten liggen vaak parallel naast elkaar of in elkaars verlengde. Ze vormen samen een gebergtegordel. Voorbeelden in Europa zijn de Alpen, Apennijnen en Karpaten, die alle tot dezelfde gordel behoren.

### Laag-, middel- en hooggebergte
In de aardrijkskunde zijn verschillende indelingen van gebergten in omloop. Gebergten worden onderverdeeld naar hun gemiddelde topografische hoogte: men spreekt dan van laag-, middel- en hooggebergte. Volgens veel Duitse, Nederlandse en Belgische schoolboeken heeft een laaggebergte toppen tussen 200 en 500 meter boven zeeniveau, een middelgebergte toppen tussen 500 en 1500 meter en een hooggebergte toppen hoger dan 1500 meter. Als de toppen niet boven de 500 meter uitkomen wordt van heuvelland gesproken en onder de 200 meter wordt het landschap een laagland genoemd.
Behalve op hoogte kunnen gebergten ook worden ingedeeld op reliëf, het hoogteverschil tussen bergen en dalen. Een manier om reliëf te meten is de reliëfenergie. Dit is het gemiddelde verschil in hoogte voor een bepaald oppervlak, gewoonlijk in meters hoogteverschil per vierkante kilometer. De grens tussen heuvels en laaggebergte ligt bij 100 m/km²; middel- en hooggebergte hebben een minimale reliëfenergie van respectievelijk 200 en 500 m/km².
Het probleem met zulke absolute getallen is dat ze over de natuur en het klimaat van gebergte weinig zeggen. In Scandinavië ligt de sneeuw bijvoorbeeld veel lager dan in de Alpen. In de Tropen ligt ze juist veel hoger. De meeste geografen delen gebergten daarom in op fysieke kenmerken. Een hooggebergte kan bijvoorbeeld worden gedefinieerd als een gebergte dat minstens één complete vegetatiezone doorloopt, toppen heeft boven de boomgrens, of sporen van vergletsjering vertoont. Een gebergte onderscheidt zich van de omgeving door verschillen in topografie, landschap, en natuur (ecologie).

## Ontstaan
Het ontstaan van gebergten wordt gebergtevorming of orogenese genoemd. Het geologische begrip "orogeen" omvat niet alleen gebergten maar ook vroegere gebergten die door erosie geen grote verheffing meer boven omringende gebieden hebben. De laatste worden schiervlaktes genoemd. Zulke oude orogenen zijn alleen aan patronen en structuren in gesteente nog te herkennen. Een voorbeeld is het Caledonische orogeen in Noord-Europa.
Gebergten groeien op twee sterk verschillende manieren. Ten eerste zijn er gebergten die ontstaan door tektoniek, beweging van de aardkorst. Interne spanningen en krachten zorgen ervoor dat de korst kan buigen en breken. Zulke spanningen en krachten worden meestal veroorzaakt door het naar elkaar bewegen van tektonische platen. Waar de korst door deze beweging wordt opgeheven ontstaan gebergten en plateaus. De platentektoniek verklaart de verspreiding en ligging van deze en andere landvormen op Aarde. Bij grenzen tussen de platen wordt gesteente verbogen, vervormd, verbroken en verschoven. Het resultaat zijn geologische structuren, zoals plooien, breuken en dekbladen. Vaak ontstaan zulke structuren diep in de Aarde. Door miljoenen jaren van erosie kan een grote hoeveelheid gesteente verwijderd worden, zodat de structuren aan de oppervlakte komen te liggen.
De andere manier waarop gebergten groeien is door het uit het binnenste van de Aarde omhoog komen van magma, dat over het oppervlak uitvloeit en stolt. Voorbeelden van gebergten die voornamelijk bestaan uit vulkanen zijn de hooglanden van de Indonesische eilanden Sumatra en Java, of de Cascade Range in het westen van Noord-Amerika. In zulke gebergten liggen veel actieve vulkanen die prominent boven de omgeving uit torenen. De rest van het gebergte bestaat uit de resten van inactieve, oude vulkanen. Er zijn weinig gebergten die alleen tektonisch of alleen vulkanisch ontstaan zijn. De meeste gebergten op Aarde zitten tussen de twee uitersten in: ze zijn gevormd door beide processen in een bepaalde verhouding.

### Plooi- en schuifgordels
Plooiingsgebergte is gebergte dat bestaat uit plooien en breuken, en ontstaat door tektonische activiteit in de aardkorst. Die activiteit wordt veroorzaakt door de beweging van tektonische platen. Het binnenste van de Aarde is heet. Dit hitteverschil veroorzaakt rondgaande stromingen (convectie) in de aardmantel. Het buitenste, rigide deel van de Aarde, de lithosfeer, beweegt op deze stromingen mee. De platen zijn stukken van de lithosfeer die elk op een andere stroming "meeliften". Er zijn op Aarde zeven grotere platen en tientallen kleinere. Het binnenste deel van een plaat is grotendeels stabiel en inactief. De plekken waar de platen aan elkaar grenzen zijn tektonisch actief. Er zijn divergente grenzen, waar platen van elkaar af bewegen, convergente grenzen, waar ze op elkaar in bewegen, en transforme grenzen, waar platen langs elkaar bewegen. Plooiingsgebergten ontstaan met name op de plekken waar continenten op elkaar botsen.
Een plooiingsgebergte heeft bij grove benadering een min of meer symmetrische opbouw met een kern en randzones aan beide kanten. In het midden bevindt zich een zone waar kristallijn gesteente aan het oppervlak ligt, dat ooit in de diepste delen van de aardkorst bevond en omhoog is gekomen. Deze kernzone bestaat uit terreinen, die elk een aparte geologische afkomst en geschiedenis hebben. Sommige terreinen bestaan uit op intense manier vervormd metamorf gesteente. Anderen zijn magmatisch van aard, bijvoorbeeld stukken oceanische korst (ofiolieten). De verschillende afkomst en geschiedenis van de terreinen in de kernzone van gebergten laat zien dat ze oorspronkelijk van verschillende plekken kwamen. In de kernzone komen vaak ook grote intrusielichamen voor, met name van graniet. Zulke lichamen waren ooit magmakamers die in de kern van het gebergte intrudeerden en gestold zijn.
De zones aan weerszijden van de kern van een plooiingsgebergte worden gevormd door over elkaar geschoven eenheden, die dekbladen genoemd worden. Ze bestaan vooral uit in de zee gevormd sedimentair gesteente zoals zandsteen, kalksteen of schalie. De gesteentes in deze zone zijn geplooid en verbroken, maar hebben ten hoogste een lage graad van metamorfose ondergaan. Vaak zijn ze vindplekken van mariene fossielen zoals schelpen, crinoïden (zeelelies), of ammonieten. Opvallend is dat sommige van de gesteentes geologisch gezien nog erg jong zijn, met name als het gebergte tektonisch actief is. Dit laat zien dat een gebied waar ooit sedimenten werden gevormd op geologische tijdschaal vrij snel kan worden opgeheven om boven land te komen liggen.

Het ontstaan en omhoog komen van magma in de Aarde is geen simpel proces. Magma ontstaan alleen onder bepaalde omstandigheden, en heeft bij het ontstaan een te grote dichtheid om tot de oppervlakte op te stijgen. In plaats daarvan verzamelt het zich in grote magmakamers onder de aardkorst. Na afkoeling en verandering van de samenstelling kan het verder omhoog komen. Slechts een klein deel bereikt het oppervlak om daar vulkanen te vormen.

### Vulkanische gebergten
Vulkanische gebergten ontstaan op plekken waar in de aardmantel magma ontstaat. Een klein deel van het magma kan omhoog stijgen en door de aardkorst heen het oppervlak bereiken. Magma ontstaat alleen in bepaalde gebieden omdat het smelten van gesteente in de aardmantel een relatief zeldzaam proces is. Op die plekken is de aardmantel bijvoorbeeld uitzonderlijk heet, de druk uitzonderlijk laag, of het smeltpunt van het gesteente uitzonderlijk laag. Hotspots zijn gebieden met een uitzonderlijk hoge temperatuur, waar een hete stroming uit het binnenste van de Aarde omhoog komt. Voorbeelden van hotspots zijn IJsland en Hawaï. Het vulkanisme langs mid-oceanische ruggen wordt verklaard met platentektoniek. Op zulke ruggen bewegen twee platen uit elkaar, zodat de mantel omhoog komt, waardoor de druk in de mantel afneemt. De uitzonderlijk lage druk in de mantel zorgt ervoor dat gesteente begint te smelten. Ook langs convergente plaatgrenzen ontstaan vulkanische gebergten. In dat geval schuift gesteente met een relatief laag smeltpunt door de beweging van de platen diep de Aarde in, waar het smelt. Op welke van de drie manieren magma ontstaat, bepaalt mede of en hoeveel er omhoog komt.
Verreweg het meeste magma is te zwaar om ver omhoog te komen; het blijft steken in magmakamers onder de aardkorst. Dit proces wordt underplating genoemd. Als een magmakamer niet continu gevoed wordt met nieuw magma, stolt het langzaam. Het gevolg is dat de korst aan de onderkant aangroeit en dikker wordt. Een deel van de overgebleven magma kan na verloop van tijd verder omhoog komen. Vulkanische gebergten bevatten vaak grote intrusielichamen van magma dat in de korst doordrong. Op zekere diepte stopte de opwaartse beweging en stolde het magma. Zulke lichamen worden batholieten genoemd. Batholieten kunnen bovenliggende gesteentelagen vervormen of omhoog persen.
De vulkanen aan het oppervlak zijn dus eigenlijk maar een klein deel van de gebergtevorming in een vulkanisch gebergte, maar wel het enige zichtbare deel. De twee belangrijkste soorten vulkanen zijn schildvulkanen en stratovulkanen. Schildvulkanen hebben een relatief vlakke helling maar hebben een veel groter volume dan stratovulkanen. Ze komen met name voor boven hotspots: de vulkanen van Hawaï zijn schildvulkanen. Als een schildvulkaan uitbarst, stroomt lava uit de vulkaan maar vinden geen explosies plaats. Stratovulkanen zijn relatief steil en explosief. Voorbeelden van stratovulkanen zijn de Italiaanse Vesuvius en Etna. Vulkanen zijn zelden alleen. Een vulkanisch gebergte kan uit tientallen vulkanen bestaan, zoals de Amerikaanse Cascade Range of de Apennijnen in Italië. Andere vulkanen komen in kleinere groepen voor, zoals het massief van de Kilimanjaro in Tanzania, dat uit drie grote stratovulkanen bestaat.

### Blokgebergten
Blokgebergten ontstaan door het omhoogkomen van de aardkorst terwijl er tegelijkertijd afschuiving plaatsvindt. De naam komt van het opbreken van de korst in blokken. De breuken tussen de blokken lopen dieper in de korst gekromd door. Daardoor roteren de blokken als ze van elkaar afschuiven. Het gevolg is dat een van de kanten van de blokken omhoog komt, terwijl de andere kant naar beneden zakt. Zulke gebergten hebben langgerekte ruggen die onderbroken worden door brede valleien. De valleien zijn sedimentaire bekkens op de plek van het wegzakkende deel van het blok. De Basin and Range Province in het westen van Noord-Amerika is een groot onafgebroken gebied waar de beweging van blokken een afwisseling van parallel lopende bergketens en valleien heeft gecreëerd. De oostelijke delen van de Betische cordillera in het zuiden van Spanje vormen een vergelijkbare afwisseling van parallel lopende ketens en valleien.
Afschuivingen zijn een gevolg van uitrekking van de aardkorst. Dit kan voorkomen in bestaande gebergten, maar ook op andere plekken. Rek en blokgebergten komen bijvoorbeeld voor langs riftvalleien zoals de Grote Riftvallei in het oosten van Afrika of de Boven-Rijnslenk in het zuidwesten van Duitsland. In grote, tektonisch actieve riftvalleien gaat de afschuiving van blokken samen met vulkanisme. Het Oost-Afrikaans Riftgebergte is een voorbeeld van een gebergte dat door een samenspel van blokbeweging en vulkanisme gevormd werd. In het geval van de Boven-Rijnslenk vormen de blokken aan weerszijden van de vallei van de Rijn twee middelgebergten: de Vogezen en het Zwarte Woud. Zulke blokgebergten aan weerszijden van een riftvallei worden riftschouders genoemd.
Volgens de platentektoniek bewegen bij een riftvallei twee platen uit elkaar. Als deze beweging doorzet verandert de riftvallei in een oceaan. De riftschouders bevinden zich nog steeds aan weerszijden. Dit is de reden dat langs veel passieve marges middelgebergten te vinden zijn. Een voorbeeld van een dergelijk blokgebergte is het Scandinavisch Hoogland.

### Denudatie en isostasie
De hoogte en het reliëf zorgen ervoor dat een gebergte veel sneller erodeert dan omringende gebieden. Deze erosie zorgt ervoor dat materiaal continu verwijderd wordt uit het gebergte. Deze verwijdering van materiaal wordt denudatie genoemd. Het is de reden dat in het centrale deel van het gebergte gesteente aan het oppervlak ligt dat zich oorspronkelijk veel dieper bevond: zelfs kristallijne gesteentes uit de diepste delen van de aardkorst. In actieve gebergten is de snelheid waarmee het gebergte omhoog komt echter vaak op zijn minst even groot. De Himalaya bijvoorbeeld is een gebied met een van de hoogste denudaties ter wereld. De tektonische opheffing als gevolg van de botsing tussen Azië en India is echter zo groot, dat het gebergte desondanks groeit.
Een gebergte kan gezien worden als een plaatselijke verdikking van de aardkorst of lithosfeer. Zulke verdikkingen zijn in feite instabiel: de zwaartekracht werkt ze tegen. De lithosfeer is een rigide laag die vertraagd, over zeer lange tijdsduur, op de instabiele situatie reageert. Andere delen van de Aarde zijn echter niet rigide. Onder de lithosfeer ligt een soepele laag, de asthenosfeer, die veel sneller kan vervormen om instabiele situaties tegen te gaan. In feite "drijft" de lithosfeer op de asthenosfeer: de hoogte van een gebergte hangt af van de dikte van de lithosfeer. Dit principe wordt isostasie genoemd. Net als een ijsberg bevindt het grootste deel van de verdikking zich aan de onderkant. Het steekt zich diep in de asthenosfeer uit. Dit deel van het gebergte wordt de gebergtewortel genoemd.
De balans van krachten op de lithosfeer is bij gebergtevorming uit evenwicht. Als het gebergte groeit, vindt aan het oppervlak tektonische opheffing plaats en tegelijkertijd zinkt de gebergtewortel dieper. Op denudatie reageert de lithosfeer door langzaam verder omhoog te komen. Dit spel van krachten zorgt ervoor dat tijdens gebergtevorming voortdurend tektonische opheffing plaatsvindt en zelfs na gebergtevorming doorgaat, tot de opheffing en denudatie de lithosfeer weer in evenwicht hebben gebracht.
De rigide aard van de lithosfeer zorgt ook voor verbuiging: de lithosfeer buigt naar onderen om het gewicht van het gebergte te dragen. De gebieden naast het gebergte komen daardoor vaak ook lager te liggen: ze vormen sedimentaire bekkens met een laag en vlak landschap. Voorbeelden van zulke voorlandbekkens zijn de Gangesvlakte voor de Himalay in het noorden van India of de Povlakte voor de Alpen in het noorden van Italië. De extra massa aan sedimenten die in zulke bekkens worden afgezet zorgt ervoor dat de lithosfeer verder zinkt: er vindt tektonische daling plaats. De daling maakt op zijn beurt weer meer ruimte vrij voor verdere accumulatie van sedimenten.

## Landvorm
Verschillen in de competentie van gesteente - dat wil zeggen of het sterk of zwak is - bepalen hoe makkelijk het erodeert. De geologische structuren en de erosie samen bepalen welke landvormen ontstaan. In de flanken van een plooiingsgebergte, waar voornamelijk sedimentaire gesteentelagen aan het oppervlak liggen, worden bergkammen en richels gevormd door competente lagen zoals zandsteen of kalksteen. De zachtere lagen, zoals klei of mergel, eroderen sneller en vormen dalen in het landschap.

### Rivieren en rivierdalen
Gebergten zijn het brongebied van veel grote rivieren. Ze vormen ook vaak de waterscheiding tussen verschillende stroomgebieden. De Alpen bijvoorbeeld vormen de scheiding tussen de stroomgebieden van de Rijn (water dat naar de Noordzee stroomt), de Rhône en Po (water dat naar de Middellandse Zee stroomt) en de Donau (water dat naar de Zwarte Zee stroomt). Dit is niet altijd het geval: de waterscheiding in Azië ligt bijvoorbeeld niet in de Himalaya. Zowel de noordelijke als zuidelijke flank van dat gebergte liggen in het stroomgebied van de Ganges-Brahmaputra, een riviersysteem dat afwatert in de Golf van Bengalen.
Het bovenste deel van een rivier, dat door een gebergte stroomt, wordt de bovenloop genoemd. De grote hoogteverschillen in gebergten geven de bovenloop een groter verhang dan de lagere delen van de rivier. Bergrivieren stromen daardoor relatief snel. Met name in hogere gebergten met een kouder klimaat zijn rivieren vaak sterk afhankelijk van smeltwater. Het debiet van rivieren (de hoeveelheid water in een rivier) wisselt in zulke gebergten jaarlijks sterk. In de lente komt water vrij door het smelten van sneeuw, ijs en permafrost: dan zwellen de rivieren aan. In de herfst en winter stroomt er relatief minder water door de rivieren. Het bevriezen van de ondergrond zorgt ervoor dat de grondwaterstroming naar de rivieren afneemt. Tegelijkertijd blijft in deze seizoenen neerslag vaak liggen in de vorm van sneeuw, in plaats van de rivier te voeden.
De erosie door rivieren vormt dalen en valleien in een gebergte. Tot het dal wordt het gebied van de top aan de ene kant tot de top aan de andere kant gerekend. Een door een rivier uitgesleten dal heeft in doorsnede een V-vorm. In het laagste punt van het dal ligt de rivierbedding, waar het water stroomt. Water erodeert de bedding op verschillende manieren. Omdat de stroming in bergrivieren sterk is, kunnen ze vaak grotere sedimentdeeltjes meevoeren; in sommige gevallen zelfs keien en rotsblokken. De kracht die deze sedimentdeeltjes op de rivierbedding uitoefenen wordt abrasie genoemd. Het water zelf oefent ook kracht op gesteente uit, met name als het sterk stroomt. Deze kracht is de hydraulische actie. Ten slotte kunnen de mineralen van een gesteente oplossen in rivierwater en in opgeloste vorm worden meegenomen.
Kleine riviertjes vormen geulen in het landschap. De erosie van zulke geultjes snijdt stroomopwaarts richting hoger liggend gebied. Deze vorm van erosie gaat gepaard met het verbreden en verdiepen van de dalen, en kan zeer snel gaan. In losse bodems kan opwaartse gerichte erosie door geulen meerdere meters per jaar in het oppervlak uitslijten. Dankzij de verschillen in het onderliggende gesteente heeft een rivierbedding zelden een regelmatig verloop: er is sprake van stroomversnellingen en watervallen. Op zulke plekken is de kracht van het water groter en de erosie sterker. Een waterval bevindt zich vaak op een plek waar het water de rand van een competente gesteentelaag bereikt en de onderliggende zachtere laag geheel heeft weggeërodeerd. Onder de waterval oefent de val van het water en meegenomen stenen en rotsblokken een continue kracht uit op het zachte gesteente. Deze erosie ondergraaft de competente laag in stroomopwaartse richting. De ondergraving betekent dat de rand van de waterval regelmatig afbrokkelt. Zo beweegt de waterval zich door de erosie stroomopwaarts. Dit kan geologisch gezien snel gaan. De Niagarawatervallen op de grens van de Verenigde Staten en Canada bewegen gemiddeld een meter stroomopwaarts per jaar.

### Invloed van geologie en gesteente
Horizontaal liggende plooien vormen een landschap van langgerekte ruggen en valleien. Een voorbeeld van een plooiingsgebergte is de Jura, een middelgebergte op de grens tussen Frankrijk en Zwitserland. Plooien bestaan uit een afwisseling tussen neerwaartse en opwaartse verbuigingen in gesteentelagen. De neerwaartse verbuiging wordt een syncline genoemd; de opwaartse structuur is een anticline. In het midden van een anticline komen oudere lagen omhoog, terwijl in het midden van een syncline jongere lagen liggen. Een anticline is niet vanzelfsprekend het hoogste deel van het landschap, hoewel dit het geval kan zijn bij relatief jonge plooien. In zulke gevallen spreekt men van een synclinale vallei en een anticlinale rug. Het tegengestelde - een anticlinale vallei - komt echter ook voor, wanneer de erosie voldoende tijd heeft om zachtere lagen in de kern van een anticline bloot te leggen. Het verschil tussen valleien en ruggen wordt dus vooral bepaald door de competentie van de lagen. Competente, hardere lagen vormen bergkammen, richels en rotswanden. Minder competente, zachtere lagen vormen langgerekte depressies in het landschap.
Als de plooien een hoek met het oppervlak maken, liggen de lagen niet parallel. In dat geval vormen ze een zigzag-patroon en lopen richels in een slingerend patroon door het landschap.
Het afwateringspatroon volgt de topografie. Bij parallelle lagen stromen rivieren parallel aan de richting van de plooien. Waar een rivier door een competente laag heen "breekt" is vaak sprake van een kloof. Dit wordt een doorbreekdal genoemd.
Ook in de centrale zone van een plooiingsgebergte, waar kristallijn gesteente aan het oppervlak ligt, bestaat het landschap uit richels en dalen. De ruggen zijn hier echter minder scherp en recht als in de open geplooide sedimentaire lagen in de flanken van het gebergte. Metamorf gesteente zoals gneiss, kalk-schist of kwartsiet is competent en vormt de hogere delen in het landschap, terwijl zachter gesteente als marmer, mica-schist of schalie de dalen vormt.
Breuk- of schuifzones tussen terreinen zijn zwakke plekken die normaal gesproken diepe dalen in het landschap vormen. De Periadriatische lijn, een grote geologische sutuur in de Alpen, is over honderden kilometers te vervolgen. Meerdere dalen van belangrijke rivieren volgen deze lijn. Op de waterscheiding tussen de rivieren ligt de topografie nog steeds lager dan in de omringende bergketens: daar ligt op de plek van de lijn een bergzadel, vaak met een belangrijke verbinding in de vorm van een bergpas.
Het afwateringspatroon in een metamorf terrein kan net als bij geplooid sedimentair gesteente een duidelijke voorkeursrichting hebben, maar dit is niet altijd even duidelijk het geval. Metamorf gesteente kan meer dan een splijting hebben en dat kan ook in de landvorm tot uiting komen.
Kilometers grote intrusies van graniet of ander stollingsgesteente zijn erg competent en vormen vaak hoge bergmassieven. Een voorbeeld is het massief van de Maladeta, het hoogste punt in de Pyreneeën, dat is gevormd door een granietintrusie.

### Vulkanische landvormen
De vorming van vulkanen is vergeleken met plooiingsgebergten een relatief snel proces. Actieve vulkanen zijn geologisch gezien jonge bergen die hoog boven de omgeving uitsteken omdat de erosie nog niet de tijd had ze af te vlakken. De vulkaan wordt gevoed met magma, die omhoog komt door een vulkaanpijp. De activiteit van een vulkaan is onregelmatig: korte perioden van activiteit (uitbarstingen) wisselen af met lange perioden van inactiviteit. Tijdens een inactieve periode zegt men wel dat de vulkaan "slaapt". De duur van inactieve periodes verschilt per vulkaan. Sommige vulkanen zijn tussen twee uitbarstingen inactief voor honderdduizenden jaren, andere zijn vrijwel continu actief.
Vulkanen zijn op twee manieren actief: explosies en het uitvloeien van lava. Hoe een vulkaan tot uitbarsting komt bepaalt hoe de vulkaan en het landschap rondom eruitzien. Explosieve uitbarstingen komen veel voor bij stroperige lava. Omdat zulke lava niet makkelijk uitstroomt kan de druk in de vulkaan toenemen tot er een explosie plaatsvindt. Een bergmassief met explosief vulkanisme heeft een landschap met kraters en sintelkegels. Sintelkegels zijn kleine kegelvormige vulkaantjes, die in een enkele uitbarsting ontstaan. De lava is zo stroperig, dat na de uitbarsting de vulkaanpijp geblokkeerd is, en het bij de volgende uitbarsting een andere weg omhoog moet vinden.
Stratovulkanen worden gevormd door minder stroperige lava. De uitbarsting van een stratovulkaan is explosief, maar er stroomt ook lava uit. Een stratovulkaan ontstaat door de opbouw van as en lava uit meerdere uitbarstingen. Stratovulkanen zijn vaak grote kegelvormige bergen die prominent boven het landschap uit torenen. De kegelvorm van de vulkaan zorgt voor een radiaal drainagepatroon waarin het water van de vulkaan af in alle richtingen wegstroomt. Bij een uitbarsting wordt een grote hoeveelheid as hoog de atmosfeer in geblazen. Deze as regent neer op het gebied rondom de vulkaan en vormt een dikke, alles bedekkende laag. Het komt voor dat door een uitbarsting de top van de vulkaan explodeert. Er ontstaat dan een krater, waarin in de loop van decennia een lavakoepel kan groeien.
Schildvulkanen vertonen rustigere en vaak langer aanhoudende uitbarstingen. De uitbarstingen zijn niet explosief maar grote hoeveelheden lava vloeien uit over het landschap. De berg bestaat vrijwel helemaal uit gestolde lava en heeft meestal een flauwe helling aan alle kanten.
Bij zeer grote uitbarstingen kan diep in de Aarde een magmakamer leegstromen. De instorting van de magmakamer kan een het oppervlak een verzakking veroorzaken in de vorm van een kilometers grote krater ontstaat: een caldera. Zeer grote uitbarstingen komen relatief weinig voor maar worden geassocieerd met hotspots of subductiezones.

## Klimaat
De ligging van gebergten heeft grote invloed op het klimaat. Die invloed is niet alleen in en rond het gebergte zelf te vinden maar kan een heel continent beslaan. In Noord-Amerika liggen de gebergten grofweg van noord naar zuid; in Europa liggen ze van oost naar west. Als gevolg heeft het klimaat in Noord-Amerika veel grotere extremen. In Europa vormen de Alpen, Pyreneeën en Karpaten een buffer tegen grote temperatuursschommelingen. In de winter beletten de Europese gebergten koude lucht naar het zuiden te stromen; in de zomer beletten ze warme lucht naar het noorden te stromen.